# Kateřina Emmons
Kateřina Emmons, rozená Kůrková (* 17. listopadu 1983 Plzeň), je bývalá česká sportovní střelkyně ze vzduchovky a malorážky, organizována v klubu Rapid Plzeň. Je trojnásobnou olympijskou medailistkou, mj. vítězkou v disciplíně střelba ze vzduchové pušky na olympijských hrách 2008 v Pekingu, vedle toho také mistryní světa a Evropy.

## Kariéra
V juniorském věku patřila do klubu Rapid Plzeň. V roce 2001 získala titul Talent roku. O rok později společně s Pavlou Habartouvou a Kateřinou Beranovou získaly titul juniorských mistryň Evropy v soutěži družstev ve vzduchové pušce. Vyrovnaly přitom tehdy platný světový rekord.
Dne 9. srpna 2008 vybojovala na Letních olympijských hrách v Pekingu zlatou medaili ve střelbě ze vzduchové pušky na 10 metrů, když dokázala porazit i domácí favoritku Tu Li, která skončila až pátá. V kvalifikaci přitom Emmons vytvořila nový olympijský rekord nastřelením maximálního počtu 400 bodů. Její celkový nástřel včetně finále, 503,5 bodu, se stal rovněž olympijským rekordem.
Dne 14. srpna 2008 získala stříbrnou olympijskou medaili ve střelbě ze sportovní malorážky na 3x20 ran díky poslední ráně 10.2, která ji posunula z průběžného čtvrtého až na druhé místo. Zlato patřilo domácí favoritce Tu Li.
Dne 28. července 2012 na Letních olympijských hrách 2012 v Londýně skončila ve střelbě ze vzduchové pušky na 10 metrů na 4. místě.
V roce 2015 oznámila ukončení sportovní kariéry.

## Rodina
Je dcerou několikanásobného mistra světa ve střelbě z malorážky Petra Kůrky. Naopak není příbuzná s Janem Kůrkou, zlatým medailistou ve střelbě z malorážky z OH v Mexiku 1968. 
Dne 30. června 2007 se v Plzni provdala za amerického střelce Matthewa Emmonse. Mají spolu čtyři děti, dceru Julii (* 2009), syna Martina Henryho (* 2013), dceru Emmu (* 2015) a dceru Gabrielu Maju (* 2017).

## Přehled sportovních úspěchů
| rok  | šampionát                     | místo konání                    | disciplína          | umístění |
| ---- | ----------------------------- | ------------------------------- | ------------------- | -------- |
| 2002 | Mistrovství světa             | Lahti, Finsko                   | vzduchovka          | 1. místo |
| 2002 | Nejlepší sportovní střelec ČR | —                               | —                   | 1. místo |
| 2003 | Mistrovství Evropy            | Göteborg, Švédsko               | vzduchovka          | 2. místo |
| 2003 | Akademické mistrovství světa  | Plzeň, Česko                    | vzduchovka          | 1. místo |
| 2004 | Mistrovství Evropy            | Győr, Maďarsko                  | vzduchovka          | 1. místo |
| 2004 | Letní olympijské hry 2004     | Athény, Řecko                   | vzduchovka          | 3. místo |
| 2004 | Finále SP                     | Bangkok, Thajsko                | vzduchovka          | 3. místo |
| 2004 | Nejlepší sportovní střelec ČR | —                               | —                   | 1. místo |
| 2007 | Mistrovství Evropy            | Deauville, Francie              | vzduchovka          | 1. místo |
| 2008 | Mistrovství Evropy            | Winterthur, Švýcarsko           | vzduchovka          | 2. místo |
| 2008 | Letní olympijské hry 2008     | Peking, Čínská lidová republika | vzduchovka          | 1. místo |
| 2008 | Letní olympijské hry 2008     | Peking, Čínská lidová republika | sportovní malorážka | 2. místo |
| 2012 | Letní olympijské hry 2012     | Londýn, Spojené království      | vzduchovka          | 4. místo |